# Antoine Giudice Graziani
Pour les articles homonymes, voir Graziani.
Antoine Giudice Graziani est un homme politique français né le 2 juin 1820 à Cassano (Haute-Corse) et décédé le 9 décembre 1906 à Paris 1er.
Chef de Bureau au ministère d’État en 1859, il devient chef de la comptabilité et des archives au ministère de la Justice en 1869. Il est député de la Corse de 1881 à 1885, siégeant à gauche, avec les républicains opportunistes.

## Sources
- « Antoine Giudice Graziani », dans Adolphe Robert et Gaston Cougny, Dictionnaire des parlementaires français, Edgar Bourloton, 1889-1891 [détail de l’édition]